# Sân vận động José Alvalade
Sân vận động José Alvalade (tiếng Bồ Đào Nha: Estádio José Alvalade) là một sân vận động bóng đá ở Lisbon, Bồ Đào Nha, là sân nhà của Sporting Clube de Portugal. Sân được xây dựng liền kề với địa điểm của sân vận động cũ. Sân vận động được đặt theo tên của José Alvalade, người sáng lập và là thành viên câu lạc bộ đầu tiên của Sporting CP vào đầu thế kỷ XX.